# Хатьен
Хатьен (вьет. Hà Tiên, тьы-ном 河仙) — город во вьетнамской провинции Кьензянг, расположенный в Дельте Меконга.

## География
Площадь — 9890,63 гектар, население на 2012 год 47 039 человек. Граница с Камбоджей находится в 7 км от города, на западе. Популярное место отдыха.

## Климат
Климат тёплый, средняя температура около 27—27,5°С, средневысокая — 31,1 °C, средненизкая — 24,4 ° C. В год выпадает около 2100 мм осадков; дождливых дней 26-170 в году, средняя влажность — 80—82 %. Хатьен получает примерно 2400 солнечных часов в год: в сухой сезон 7 в день.

## Население
Национальный состав — вьеты (84,66 %), кхмеры (12,31 %), хоа (2,95 %), прочие (0,08 %). ВВП в расчёте на человека в год составляет 38 735 000 вьетнамских донгов (около 1820 долларов США).

## Экономика
В городке находится крупный цементный завод, построенный ещё в Южном Вьетнаме. На момент начала строительства был одним из крупнейших промышленных проектов.

## Транспорт
Имеется автобусное сообщение с административным центром Ратьзя и Тяудоком. Граница, проходящая между Хатьеном и камбоджийским Кампотом, была открыта в 2007 году. Дважды в день от Хатьена на Фукуок ходит судно на подводных крыльях.